# Giro di Campania
O Giro di Campania era uma competição de ciclismo italiana disputada em Campânia.
Criada em 1911, foi uma corrida por etapas nas duas primeiras edições para posteriormente converter numa corrida de um dia, a excepção de três edições 1929, 1931 e 1938.

## Palmarés
| Ano                                                              | Vencedor            | Segundo                  | Terceiro             |
| ---------------------------------------------------------------- | ------------------- | ------------------------ | -------------------- |
| 1911                                                             | Emanuele Garda      | Angelo Gremo             | Mario Bonalanza      |
| 1912                                                             | Alfredo Jacobini    | Umberto Zoffoli          | Alfredo Jacobini     |
| 1913                                                             | Giuseppe Pifferi    | Ezio Cortesia            | Umberto Romano       |
| 1914-1920 edições não realizadas                                 |                     |                          |                      |
| 1921                                                             | Angelo Gremo        | Giuseppe Santhià         | Giacchino Tatta      |
| 1922                                                             | Vitaliano Lugli     | Angiolo Marchi           | Antonio Tecchio      |
| 1923-1925 edições não realizadas                                 |                     |                          |                      |
| 1926                                                             | Leonida Frascarelli | Battista Giuntelli       | Raffaele Perna       |
| 1927                                                             | Alberto Temponi     | Colombo Neri             | Settimo Innocenti    |
| 1928 edição não realizada                                        |                     |                          |                      |
| 1929                                                             | Leonida Frascarelli | Battista Giuntelli       | Raffaele di Paco     |
| 1930 edição não realizada                                        |                     |                          |                      |
| 1931                                                             | Luigi Barral        | Francesco Camusso        | Enrico Eboli         |
| 1932                                                             | Learco Guerra       | Alfredo Binda            | Michele Mara         |
| 1933 edição não realizada                                        |                     |                          |                      |
| 1934                                                             | Learco Guerra       | Mario Cipriani           | Joseph Soffietti     |
| 1935                                                             | Learco Guerra       | Giuseppe Olmo            | Giuseppe Martano     |
| 1936-1937 edições não realizadas                                 |                     |                          |                      |
| 1938                                                             | Giuseppe Olmo       | Vasco Bergamaschi        | Learco Guerra        |
| 1939                                                             | Cino Cinelli        | Gino Bartali             | Pietro Rimoldi       |
| 1940                                                             | Gino Bartali        | Pietro Rimoldi           | Osvaldo Bailo        |
| 1941                                                             | Olimpio Bizzi       | Mario De Benedetti       | Osvaldo Bailo        |
| 1942                                                             | Pierino Favalli     | Antonio Bevilacqua       | Vasco Bergamaschi    |
| 1943-1944 edições não realizadas devido à Segunda Guerra Mundial |                     |                          |                      |
| 1945                                                             | Gino Bartali        | Primo Volpi              | Quirino Toccaceli    |
| 1946-1947 edições não realizadas                                 |                     |                          |                      |
| 1948                                                             | Luciano Maggini     | Vito Ortelli             | Severino Canavesi    |
| 1949-1951 edições não realizadas                                 |                     |                          |                      |
| 1952                                                             | Giuseppe Minardi    | Nino Defilippis          | Luciano Frosini      |
| 1953                                                             | Adolfo Grosso       | Loretto Petrucci         | Fiorenzo Magni       |
| 1954                                                             | Fausto Coppi        | Michele Gismondi         | Bernard Gauthier     |
| 1955                                                             | Fausto Coppi        | Fiorenzo Magni           | Giancarlo Astrua     |
| 1956                                                             | Angelo Conterno     | Giancarlo Astrua         | Gastone Nencini      |
| 1957                                                             | Giorgio Albani      | Michele Gismondi         | Gastone Nencini      |
| 1958                                                             | Alfredo Sabbadin    | Nello Fabbri             | Guido Carlesi        |
| 1959                                                             | Rino Benedetti      | Bruno Monti              | Pierino Baffi        |
| 1960                                                             | Dino Liviero        | Gastone Nencini          | Pierino Baffi        |
| 1961                                                             | Livio Trapè         | Noè Conti                | Pierino Baffi        |
| 1962                                                             | Silvano Ciampi      | Jos Hoevenaers           | Vincenzo Meco        |
| 1963                                                             | Adriano Durante     | Pierino Baffi            | Vittorio Casati      |
| 1964                                                             | Vito Taccone        | Italo Zilioli            | Michelle Dancelli    |
| 1965                                                             | Michelle Dancelli   | Roberto Poggiali         | Gianni Motta         |
| 1966                                                             | Guido De Rosso      | Jacques Anquetil         | Luciano Sambi        |
| 1967                                                             | Dino Zandegù        | Vittorio Adorni          | Rudi Altig           |
| 1968                                                             | Italo Zilioli       | Franco Bitossi           | Ugo Colombo          |
| 1969                                                             | Marino Basso        | Flaviano Vicentini       | Wladimiro Panizza    |
| 1970                                                             | Franco Bitossi      | Gianfranco Bianchin      | Giancarlo Polidori   |
| 1971                                                             | Claudio Michelotto  | Patrick Sercu            | Marino Basso         |
| 1972                                                             | Franco Bitossi      | Italo Zilioli            | Marcello Bergamo     |
| 1973 edição anulada                                              |                     |                          |                      |
| 1974                                                             | Marcello Bergamo    | Wladimiro Panizza        | Enrico Paolini       |
| 1975                                                             | Giancarlo Bellini   | Wladimiro Panizza        | Tino Conti           |
| 1976                                                             | Rik Van Linden      | Marino Basso             | Roger De Vlaeminck   |
| 1977                                                             | Enrico Paolini      | Marcello Bergamo         | Francesco Moser      |
| 1978                                                             | Giuseppe Saronni    | Wladimiro Panizza        | Vittorio Algeri      |
| 1979                                                             | Pierino Gavazzi     | Giuseppe Saronni         | Francesco Moser      |
| 1980                                                             | Giuseppe Saronni    | Pierino Gavazzi          | Silvano Contini      |
| 1981                                                             | Leonardo Mazzantini | Giovanni Mantovani       | Francesco Moser      |
| 1982                                                             | Francesco Moser     | Vittorio Algeri          | Wladimiro Panizza    |
| 1983                                                             | Francesco Moser     | Gianbattista Baronchelli | Mario Noris          |
| 1984                                                             | Roger De Vlaeminck  | Dag Erik Pedersen        | Jürg Bruggmann       |
| 1985                                                             | Daniele Caroli      | Moreno Argentin          | Silvestro Milani     |
| 1986                                                             | Rolf Gölz           | Roberto Visentini        | Pierino Gavazzi      |
| 1987                                                             | Giuseppe Petito     | Maurizio Rossi           | Alessandro Paganessi |
| 1988                                                             | Adriano Baffi       | Angelo Canzonieri        | Maurizio Fondriest   |
| 1989                                                             | Luciano Rabottini   | Franco Ballerini         | Alberto Volpi        |
| 1990                                                             | Franco Ballerini    | Stefano Colagè           | Antonio Fanelli      |
| 1991                                                             | Dario Nicoletti     | Danilo Gioia             | Dario Mariuzzo       |
| 1992                                                             | Davide Cassani      | Franco Ballerini         | Maurizio Fondriest   |
| 1993                                                             | Stefano Della Santa | Leonardo Sierra          | Andrei Tchmil        |
| 1994-1999 edições não realizadas                                 |                     |                          |                      |
| 2000                                                             | Dario Frigo         | Oscar Cavagnis           | Rodolfo Massi        |
| 2001                                                             | Dmitri Konyschew    | Biagio Conte             | Alberto Ongarato     |

Notas:
- As edições 1911 e 1938 disputaram-se em 2 etapas
- A edição 1913 disputaram-se em 3 etapas
- As edições 1929 e 1931 disputaram-se em 4 etapas
- A edição 1977 foi válida para o Campeonato da Itália de Ciclismo em Estrada desse ano

## Palmarés por países
| País     | Vitórias |
| -------- | -------- |
| Itália   | 57       |
| Bélgica  | 2        |
| Alemanha | 1        |
| Rússia   | 1        |